# Sinfonía n.º 52 (Haydn)

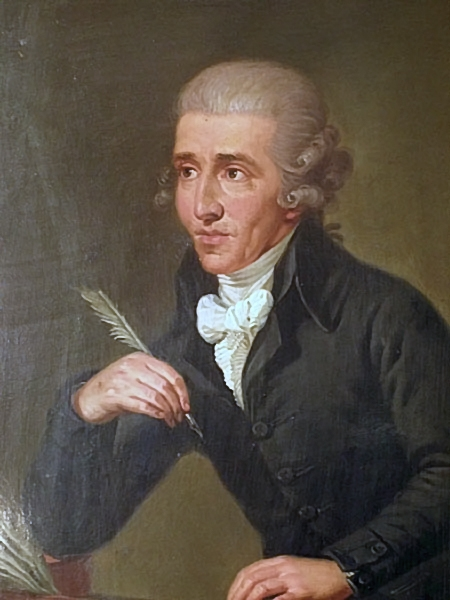
Haydn hacia 1770.

La Sinfonía n.º 52 en do menor, Hob. I:52 fue compuesta por Joseph Haydn en 1771 o 1772, durante el periodo Sturm und Drang del compositor.

## Historia
La producción sinfónica del maestro austríaco puede dividirse a grandes rasgos en tres bloques temporales: el primer bloque (1757-1761) se corresponde con su periodo al servicio del conde Carl von Morzin (n.º 1 - n.º 5); el segundo bloque en la corte Esterházy (1761-1790 pero con la última sinfonía para el público de Esterházy en 1781); y el tercer bloque (1782-1795) comprende las Sinfonías de París (n.º 82 - n.º 87) y las Sinfonías de Londres (n.º 93 - n.º 104). El 1 de mayo de 1761 el compositor firmó su contrato como vice-kapellmeister (más tarde kapellmeister) de la familia Esterházy, que nominalmente duró 48 años, hasta su muerte.
La composición de esta pieza se desarrolló en 1771 o 1772 mientras estaba en la residencia de Esterházy.

## Instrumentación
La partitura está escrita para una orquesta formada por:
- Viento madera: 2 oboes y 1 fagot.
- Viento metal: 2 trompas (en do alto).
- Cuerda: una sección de cuerdas con 2 violines, viola, violonchelo y contrabajo.
- Teclado: clavecín como bajo continuo.

En aquella época se solía emplear un fagot para amplificar la voz del bajo, incluso sin una notación separada. En cuanto a la participación del clavecín como bajo continuo en las sinfonías de Haydn existen diversas opiniones entre los estudiosos: James Webster se sitúa en contra; Hartmut Haenchen a favor; Jamie James en su artículo para The New York Times presenta diferentes posiciones por parte de Roy Goodman, Christopher Hogwood, H. C. Robbins Landon y James Webster. A partir de 2019 la mayor parte de las orquestas con instrumentos modernos no utiliza el clavecín como continuo. No obstante, existen grabaciones con clavecín en el bajo continuo realizadas por: Trevor Pinnock (Sturm und Drang Symphonies, Archiv, 1989-1990); Nikolaus Harnoncourt (n.º 6–8, Das Alte Werk, 1990); Sigiswald Kuijken (incluidas las Sinfonías de París y Londres; Virgin, 1988-1995); Roy Goodman (Ej. n.º 1-25, 70-78, 82-87; Hyperion, 2002).

## Estructura y análisis
La sinfonía consta de cuatro movimientos:
- I. Allegro assai con brio, en do menor 4
4
- II. Andante, en do mayor 3
8
- III. Menuet, en do menor – Trio, en do mayor 3
4
- IV. Finale. Presto, en do menor 2
2

La interpretación de esta obra dura aproximadamente entre 20 y 25 minutos. Pertenece al periodo Sturm und Drang, durante el cual los músicos austríacos escribían música dramática y cargada de emoción, a menudo en tonalidades menores. Los músicos del Romanticismo admiraron especialmente estas obras porque les parecen precursoras de su propio estilo predilecto. Este escritor cree que la repentina profusión de tales obras fue el resultado de que los músicos utilizaran ideas musicales dramáticas de las óperas italianas en su propia música instrumental para romper con una tendencia predominante a la gentilidad y a la escucha cómoda. Es una de las muchas sinfonías en modo menor que Haydn compuso a finales de la década de 1760 y principios de la de 1770, siendo las otras las Sinfonías n.º 39, 44, 45 y 49. Esta composición se consideró a menudo precursora de una gran línea de obras en do menor, una tonalidad que se asoció a la noble lucha y al triunfo sobre la adversidad o a una especie de tragedia redentora. El Concierto para piano n.º 24 K. 491 de Mozart, el Concierto para piano n.º 3 de Beethoven y la Sinfonía n.º 5 de Beethoven se consideran descendientes espirituales de esta sinfonía. El musicólogo H. C. Robbins Landon la describe, quizás de manera optimista, como "la abuela de la Sinfonía n.º 5 de Beethoven, también creada con precisión matemática y con una concisión extrema". Pudo además servir de modelo para la Sonata para piano n.º 14, K. 457 de Mozart.[cita requerida] Su orquestación emplea pares de oboes y trompas. El uso de la trompa en do alto permite alcanzar notas extraordinariamente agudas, hasta sol por debajo de do agudo, donde la trompa adquiere un carácter chillón. El resultado es una sinfonía de una tensión y una fuerza inusuales, que se considera la más dramática y trágica de Haydn de todo el periodo.

### I.Allegro assai con brio
El primer movimiento, Vivace, está escrito en la tonalidad de do menor, en compás de 4/4 y sigue la forma sonata-allegro. El primer tema agitado y forte en la tónica do menor contrasta con un segundo tema lírico y en piano en el relativo mayor mi bemol mayor. De manera inusual, el segundo tema es presentado dos veces con material transicional entre sus apariciones. Como en la Sinfonía n.º 45, utiliza progresiones deceptivas tanto en la exposición (compases 36-37) y recapitulación (compases 130-131). La "ira y vehemencia" establecidas por el modo menor de la sinfonía sobrepasa los esfuerzos de Haydn en su producción sinfónica anterior en modo menor.

### II.Andante
El segundo movimiento, Andante, está en do mayor, en compás de 3/8 y también está en forma sonata. El movimiento lento puede parecer a primera vista ajeno a su contexto. Se trata de un cadencioso Andante cuyo reposado tema principal se permite incluso el truco de terminar con su frase inicial. Pero el párrafo de transición entra en forte de forma abrupta, y continúa con una serie de contrastes inesperados y en parte desequilibrantes. El largo segundo tema se mantiene en apariencia discreto, pero el oyente atento notará sutiles cromatismos y fraseos irregulares. El desarrollo se divide en dos partes, la primera en forte y modulante, la segunda de nuevo modesta y centrada en el relativo la menor. Una transición curiosamente indirecta conduce a una recapitulación completa.

### III.Menuet – Trio
El tercer movimiento, Menuet – Trio, está en do menor que en el trío pasa a do mayor y en compás de 3/4. Es un excelente ejemplo del aire "exótico" que Haydn suele adoptar en los movimientos de minueto y trío en modo menor. A pesar de la dinámica predominante en piano, resulta inquietantemente convincente. El trío puede parecer que funciona sobre todo como contraste, debido al modo mayor; pero se basa en el mismo motivo que el minueto, con el que también comparte la tesitura grave y cierta irregularidad en el fraseo.

### IV.Finale. Presto
El cuarto y último movimiento, Finale. Presto, retoma la tonalidad inicial y el compás es 2/4. El Finale vuelve a la inestabilidad del movimiento inicial, pero de manera diferente. Se abre con un sobrio tema contrapuntístico, cuya dinámica en piano se mantiene no sólo durante el contrasujeto y la transición, sino también en el largo párrafo inicial del segundo tema. Así, cuando finalmente estalla un forte, impulsa de manera despiadada al resto del segundo grupo temático hacia la cadencia final. La segunda mitad es un ejemplo sorprendente de desarrollo y recapitulación "combinados". También comienza con un largo párrafo en piano basado en el segundo tema. El breve forte contrapuntístico que sigue conduce a la repetición del tema de apertura en piano demasiado pronto, de modo que rápidamente vuelve a la música contrapuntística, que ahora funciona como un "desarrollo secundario". Esto conduce inesperadamente al último párrafo forte de la exposición; sólo después de una extensión y una pausa en un acorde disonante regresa en la tónica el segundo tema perdido hace mucho tiempo. Tampoco puede tener cadencia; sólo una abrupta serie de acordes sincopados, que culminan en un impactante compás "silencioso", provocan la contundente conclusión.